# Charlton Vicento
Charlton Vicento (Zoetermeer, 19 gennaio 1991) è un calciatore olandese, attaccante dell'Oosterhout.

## Carriera

### Club
Dal 2009 al 2013 ha giocato nella massima serie olandese con l'ADO Den Haag, con la cui maglia ha anche giocato 4 partite in Europa League; nella stagione 2013-2014 ha militato nella massima serie greca, per poi passare nel gennaio 2014 al Willem II, con la cui maglia ha conquistato una promozione dalla seconda alla prima divisione olandese.

### Nazionale
Ha giocato numerose partite nelle nazionali giovanili olandesi; nel 2014 ha esordito nella nazionale maggiore di Curaçao, con cui ha anche segnato un gol nel primo turno eliminatorio delle qualificazioni ai Mondiali del 2018.